# پونت‌بوزت
پونت‌بوزت (به ایتالیایی: Pontboset) یک کومونه در ایتالیا است که در واله دائوستا واقع شده‌است.

## خصوصیات
پونت‌بوزت ۳۳ کیلومترمربع مساحت و ۱۸۶ نفر جمعیت دارد و ۷۸۰ متر بالاتر از سطح دریا واقع شده‌است.